# Musi (India)
Il fiume Musi (మూసి నది) (موسیٰ ندى) è un affluente del fiume Krishna nell'altopiano del Deccan nello Stato Andhra Pradesh in India. Scorre attraverso Hyderabad, in India, dividendo le parti vecchia e nuova della città. Il fiume Musi era un tempo conosciuto con il nome di fiume Muchkunda, Muchukunda o Musunuru. Muchukunda era il nome di un sovrano della Dinastia solare nella mitologia induista.
Il nome attuale deriverebbe da quello dei due rami, Moosa ed Esi, che si uniscono per costituire il fiume. 

## Corso
Il fiume si origina nelle colline di Ananthagiri vicino Vikarabad, 90 kilometri ad ovest di Hyderabad.
Il fiume scorre ad est per quasi tutto il suo corso, quindi verso sud passando per Markapur, Kondepi, Koru Uppalapadu, e Tangutur. Riceve gli affluenti Gajjaleru, Dondaleru, e Atleru (Aler) vicino Chittur. Infine, si immette nel fiume Krishna nel distretto di Nalgonda, vicino Wazirabad, coprendo una distanza totale di 240 km.

## Inquinamento
Nel 2022 è stato considerato il 22esimo fiume più inquinato del mondo.